# Eucyrta venusta
Eucyrta venusta är en fjärilsart som beskrevs av Paul Dognin 1924. Eucyrta venusta ingår i släktet Eucyrta och familjen björnspinnare. Inga underarter finns listade i Catalogue of Life.